# Melitulias discophora
Melitulias discophora là một loài bướm đêm trong họ Geometridae.